# كيفن أبيل
كيفن أبيل (بالإنجليزية: Kevin Appel)‏ هو رسام أمريكي، ولد في 1967.